# Fabio Fatuzzo
Fabio Fatuzzo (Messina, 19 marzo 1951) è un politico italiano.

## Biografia
Si laurea in filosofia all'Università degli Studi di Palermo, insegna italiano e storia negli istituti tecnici.
Sin da giovane si occupa di politica. Nel 1976 è tra i sette componenti dell'esecutivo nazionale del Fronte della Gioventù, l'organizzazione giovanile del Msi, con Gianfranco Fini. Quindi entra nel comitato centrale della direzione nazionale del Movimento Sociale Italiano. Consigliere comunale a Catania dal 1980 al 1990, consigliere provinciale dal 1990 al 1993. Aderisce al congresso di Fiuggi ad Alleanza Nazionale nel 1995 e dal 1998 all'aprile 2000 quando diventa assessore alla Pubblica istruzione al Comune di Catania. 
Alle elezioni politiche del 2001 è eletto deputato alla Camera con il 49,9% dei voti deputato con la lista Abolizione scorporo collegata ad Alleanza Nazionale. Dal 2001 al 2004 è stato membro della VII Commissione finanze; dal 2002 al 2006 della VII Commissione cultura, scienza e istruzione.
Dal 2010 è direttore generale dell'Acoset, la società che a Catania gestisce i servizi idrici. Nell'estate 2019 è "defenestrato" dall'incarico in quanto è il centrosinistra a spuntarla nelle nomine dell'azienda. Aderisce nel 2019 a Muovitalia e quindi a Fratelli d'Italia.
Nell'ottobre 2019 è nominato dal sindaco Salvo Pogliese presidente della Sidra, la società di gestione della fornitura dell'acqua potabile e della rete idrica a Catania, in quel periodo nel caos in seguito alle "bollette salate" e controllata dal Comune. Sollevando anche qualche altra polemica.
Nell'agosto 2023 è incaricato nuovo Commissario straordinario per la Depurazione in Sicilia dal Governo Meloni, trovando l'opposizione del presidente della Regione Siciliana Renato Schifani e di un candidato in attesa di nomina già sindaco di Acquedolci.